# 克里斯托弗·希欽斯
克里斯多福·埃里克·希鈞斯（英語：Christopher Eric Hitchens；1949年4月13日—2011年12月15日），生于英国朴茨茅斯，卒于美国休斯敦，犹太裔美国人。牛津大学贝利奥尔学院毕业。
多年以来，希钦斯是无神论者、反宗教者，社会主义者、马克思主义者、反极权活动人士。但1990年代，他因为《撒旦诗篇》、克林顿总统和波斯尼亚战争等问题与左翼建制派决裂。
他支持废除死刑，支持公民持枪的权利，反对推翻羅訴韋德案裁决（尽管他个人不赞同堕胎），支持可卡因、安非他命、大麻等精神药品合法化。他也是《新政治家》、《旗帜周刊》、《伦敦书评》、《名利场》等杂志的撰稿人。
他以苛评闻名，其在公开辩论中毫不留情且滴水不漏的说辞常常被称为“希氏打脸”（Hitchslapping），其抨击的对象包括许多共和党人士（例如亨利·基辛格、罗纳德·里根）、宗教人士（特蕾莎修女）、民主党温和派（例如比尔·克林顿）。
與山姆·哈里斯、丹尼爾‧丹尼特、道金斯及並稱新無神論四騎士。

## 主要作品
- 《上帝不伟大：宗教是如何毒害一切的》（God Is Not Great: How Religion Poisons Everything）
- 《传教立场：理论与实践中的特蕾莎院长》（The Missionary Position: Mother Teresa in Theory and Practice）
- 《人之将死》（Mortality）